# Ши Яньмин
Ши Яньмин (кит. 釋延明; род. 13 июля 1964 года) — основатель храма Шаолинь в США. Начал заниматься кунг-фу в шаолиньском храме с пяти лет. Поскольку Ши Яньмин побеждал на многих чемпионатах по боевым искусствам, он вошёл в состав монахов, приглашённых Американской ассоциацией Кунг-фу в 1992 году в США. Прибыв в США, Ши Яньмин сбежал от своей группы монахов и остался в Нью-Йорке, основав там шаолиньский храм с целью распространять учение буддизма и шаолиньского кунг-фу. В 1999 году Яньмин сыграл небольшую роль в фильме Пёс-призрак — Путь самурая.

## Фильмография
2015 х/ф «Орден»
2017 х/ф «Четвертая Смена»